# 블루스 명예의 전당

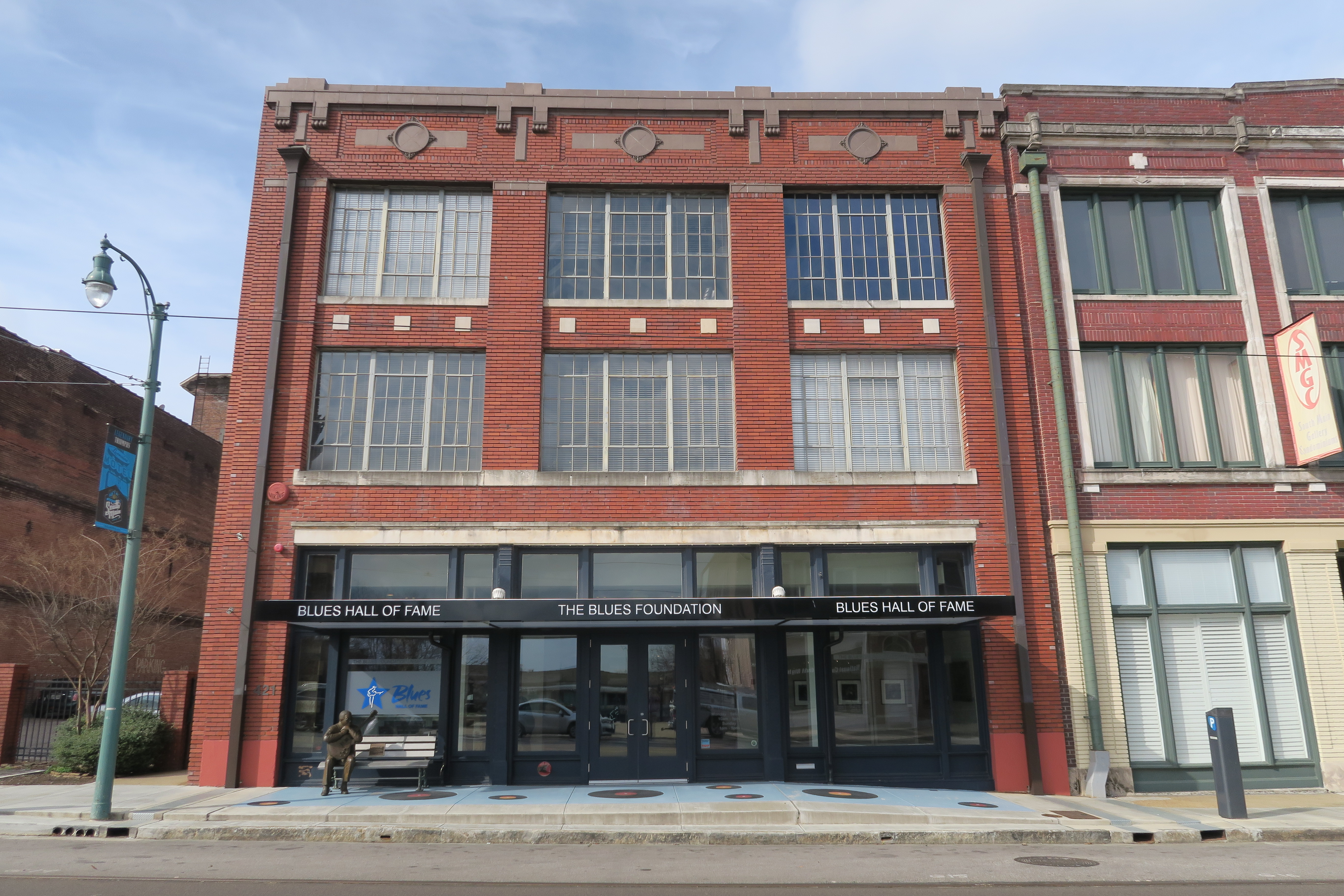
블루스 명예의 전당 박물관

블루스 명예의 전당(영어: Blues Hall of Fame)은 블루스 파운데이션에 의해 1980년부터 시작된 명예의 전당으로, 테네시주 멤피스에 위치한다. 블루스 장르에서 중요한 업적을 남겼다고 생각되면 전당에 등록된다.